# Doha (municipalité)
Pour les articles homonymes, voir Doha (homonymie).
Ad Dawhah (الدوحة) est l'une des dix subdivisions du Qatar. Ad Dawhah s'étend sur 132 km2 et sa population était estimée à 796 947 habitants en 2010. Elle est principalement constituée de la capitale du pays, Doha. 

## Historique
Créée selon la loi numéro 11 de 1963, c'est la plus ancienne des baladiyat (municipalités) du pays. Ses frontières ont été précisées par la loi no 16 de 1988. 
À la suite de la réforme de 2004, concernant l'organisation territoriale du pays et réduisant le nombre de subdivisions à sept, Ad Dawhah a vu sa superficie grimper à 234 km2. En 2010, 796 947 personnes y vivaient.

## Description
La corniche qui s'étend sur 7 km est l'un des principaux lieux d'Ad Dawhah avec le City center de Doha, un des plus grands centres commerciaux du Moyen-Orient.

## Sport
- Al Ahly Doha
- Al Arabi Doha
- Al Gharrafa Doha
- Al Sadd Doha
- Qatar SC